# Lovaglás az 1924. évi nyári olimpiai játékokon
Az 1924. évi nyári olimpiai játékokon a lovaglásban öt versenyszámot rendeztek.

## Éremtáblázat
(A rendező ország csapata és a magyar érmesek eltérő háttérszínnel, az egyes számoszlopok legmagasabb értéke, vagy értékei vastagítással kiemelve.)
| Az 1924. évi nyári olimpiai játékok éremtáblázata lovaglásban | Az 1924. évi nyári olimpiai játékok éremtáblázata lovaglásban | Az 1924. évi nyári olimpiai játékok éremtáblázata lovaglásban | Az 1924. évi nyári olimpiai játékok éremtáblázata lovaglásban | Az 1924. évi nyári olimpiai játékok éremtáblázata lovaglásban | Olimpia  |
| ------------------------------------------------------------- | ------------------------------------------------------------- | ------------------------------------------------------------- | ------------------------------------------------------------- | ------------------------------------------------------------- | -------- |
|                                                               | Ország                                                        | Arany                                                         | Ezüst                                                         | Bronz                                                         | Összesen |
| 1.                                                            | Svédország (SWE)                                              | 2                                                             | 2                                                             | 0                                                             | 4        |
| 2.                                                            | Hollandia (NED)                                               | 2                                                             | 0                                                             | 0                                                             | 2        |
| 3.                                                            | Svájc (SUI)                                                   | 1                                                             | 1                                                             | 0                                                             | 2        |
|                                                               |                                                               |                                                               |                                                               |                                                               |          |
| 4.                                                            | Olaszország (ITA)                                             | 0                                                             | 1                                                             | 1                                                             | 2        |
| 5.                                                            | Dánia (DEN)                                                   | 0                                                             | 1                                                             | 0                                                             | 1        |
|                                                               |                                                               |                                                               |                                                               |                                                               |          |
| 6.                                                            | Franciaország (FRA)                                           | 0                                                             | 0                                                             | 1                                                             | 1        |
| 6.                                                            | Egyesült Államok (USA)                                        | 0                                                             | 0                                                             | 1                                                             | 1        |
| 6.                                                            | Lengyelország (POL)                                           | 0                                                             | 0                                                             | 1                                                             | 1        |
| 6.                                                            | Portugália (POR)                                              | 0                                                             | 0                                                             | 1                                                             | 1        |
|                                                               |                                                               |                                                               |                                                               |                                                               |          |
| Összesen                                                      | Összesen                                                      | 5                                                             | 5                                                             | 5                                                             | 15       |